# Норманочка
«Норманочка» — российский женский мини-футбольный клуб из Нижегородской области, двукратный чемпион России (2020/21; 2021/22), трёхкратный обладатель Кубка России (2021/22, 2022/23, 2024/25), двукратные бронзовые призёры международного турнира Copa Mundo do Futsal (2022, 2023), трёхкратный серебряный призёр чемпионата России (2019/20, 2022/23, 2024/25), бронзовый призëр чемпионата России (2023/24), бронзовый призëр Кубка России (2023/24). 
Команда основана в 2018 году.

## История
25 марта 2018 года в структуре мини-футбольного клуба «Оргхим» («Торпедо»), была создана первая команда — «Норманочка» U13, состоявшая из воспитанниц нижегородских тренеров Аллы Сметаниной и Татьяны Гребневой.
Осенью 2018 года было принято решение о создании «основы» — взрослой команды, которая будет представлять «Норманочку» на соревнованиях среди женщин. Для этого в клуб были приглашены местные спортсменки, выступавшие за пределами области: Валерия Хлебосолова, Светлана Никольская, Александра Колесова и Яна Зимирова, которые вместе с представительницами «Норманочки U15» составили костяк новой команды. Первый официальный матч «Норманочки» состоялся 11 ноября 2018 года в Чемпионате Нижегородской области. В своём дебютном сезоне «Норманочка» завоевала титул Чемпиона области. В этом же году команда заняла 7 место в финале Первой лиги сезона 2018/2019.
Летом 2019 года «Норманочка» получила профессиональный статус и право на участие в Кубке и Чемпионате России, в первом сезоне на элитном уровне завоевав серебряные медали, а в следующих двух подряд — титул чемпионок России.
В сезоне 2021/22 нижегородки стали чемпионами страны и обладателями Кубка России.
В декабре 2021 года «Норманочка» сыграла в Испании на турнире Futsal Women’s European Champions, в котором принимали участие действующие чемпионы стран-участниц (Испания, Португалия, Хорватия, Украина, Италия).
В сезоне 2022/23 второй год подряд стали обладателями Кубка России. В финале чемпионата уступили «Кристаллу» (Санкт-Петербург) со счётом в серии 1:3.
В 2022 году «Норманочка» стала единственным клубом, который отправился под российским флагом выступать на международную арену в условиях санкций и ограничительных мер на крупный международный клубный турнир по футзалу среди женщин Copa Mundo do Futsal Feminina 2022, организованный крупнейшим магазином футзальной экипировки Бразилии «Mundo do Futsal». Турнир прошёл в Кампу-Гранди (Бразилия, штат Мату-Гросу-ду-Сул). Там команда стала бронзовым призёром, несмотря на поражение в матче за третье место. Футзалистки разделили бронзовые награды с бразильской командой «Табоан-да-Серра» (порт.-браз. Taboão da Serra). Участие в турнире приняли 12 клубов из пяти стран: Бразилии, Аргентины, России, США и Колумбии.
В 2022 году «Норманочка» стала победителем премии «Лучшие в спорте» Министерства спорта Нижегородской области в номинации «Спортивная команда года».
Мария Сурнина, Александр Черкасов, а также «Норманочка» были номинированы на премию Futsal Awards. По итогам: «Норманочка» — 8-й женский клуб мира, Мария Сурнина — 7-й вратарь мира, Александр Черкасов — 10-й тренер мира.
В июле 2023 года футзалистки также стали бронзовыми призёрами на Copa Mundo do Futsal Feminina 2023 года в Паранагуа (Бразилия, штат Парана), вновь проиграв в матче за 3 место бразильской команде «Табоан-да-Серра». Участие в турнире приняли 12 клубов из восьми стран: Бразилии, Аргентины, России, США, Колумбии, Канады, Австралии и Уругвая.
В 2024 году команда снова отправилась представлять страну на международной арене, приняв участие в Copa Mundo do Futsal Feminina 2024, который прошёл в городе Каскавел (Бразилия, штат Парана). Участие в турнире приняли 12 клубов из шести стран: Бразилии, Аргентины, России, США, Колумбии и Японии. Нижегородская «Норманочка» попала в группу А и дошла до четвертьфинала. На групповом этапе команда одержала две крупные победы: над аргентинской Mavia (13:0) и бразильским Faculdade Sogipa (6:0). В последнем матче группы «Норманочка» проиграла хозяйкам площадки «Стайн Каскавел» — 0:4. По итогам выступления на Copa Mundo do Futsal в 2024 году «Норманочка» вошла в восьмёрку лучших команд планеты.
В марте 2025 года нижегородская «Норманочка» стала трёхкратным обладателем Кубка России среди женских команд по футзалу. На домашнем паркете в «Финале четырёх» она принимала соперника из Санкт-Петербурга — «Аврору».

## Достижения
- Чемпион России (2): 2020/21, 2021/22
- Обладатель Кубка России (3): 2022, 2023, 2025
- Серебряный призёр чемпионата России (3): 2019/20, 2022/23, 2024/25
- Финалист Суперкубка России: 2023
- Чемпион Нижегородской области среди женщин: 2018
- Бронзовый призёр Copa Mundo do Futsal (2): 2022, 2023
- Бронзовый призëр чемпионата России: 2023/24
- Бронзовый призëр Кубка России: 2024

## Состав
| №  | Позиция | Имя                   | Год рождения |
| 2  | ВР      | Наталья Навозова      | 2002         |
| 16 | ВР      | Александра Колесова   | 2000         |
| 44 | ВР      | Синара                | 2002         |
| 7  | УНИ     | Александра Самородова | 1988         |
| 9  | НАП     | Яна Зимирова          | 2000         |
| 10 | УНИ     | Ирина Правдина        | 1987         |
| 11 | НАП     | Людмила Рожкова       | 2005         |
| 14 | УНИ     | Алина Завьялова       | 1997         |
| 17 | НАП     | Дарья Квасова         | 2004         |
| 19 | УНИ     | Фернанда              | 1996         |
| 21 | УНИ     | Дарья Навозова        | 2002         |
| 23 | УНИ     | Евгения Коваленко     | 2001         |
| 30 | УНИ     | Бетим                 | 1995         |
| 71 | УНИ     | Елизавета Шарапова    | 2005         |
| 72 | УНИ     | Ксения Олькова        | 1993         |
| 77 | УНИ     | Мария Самойлова       | 2001         |
| 95 | УНИ     | Александра Чернова    | 1995         |

Административно-тренерский штаб:
- Николай Ходов — главный тренер
- Станислав Буслаев — старший тренер
- Олег Балеевских — ассистент главного тренера
- Андрей Боронин — тренер вратарей
- Максим Серебряков — тренер по физической подготовке
- Владимир Фролов — начальник команды
- Нина Даут — администратор
- Александр Маштаков — врач по спортивной медицине
- Дарья Фёдорова — массажист
- Екатерина Оппер — старший пресс-атташе
- Екатерина Фролова — пресс-атташе